# Pestbrug
De Pestbrug, Latjesbrug of Gasthuisbrug was een brug in wat tegenwoordig Amsterdam-West is.

## Geschiedenis
De namen Pestbrug en Gasthuisbrug vinden hun oorsprong in het vroegere Pesthuis met de Pestlaan nabij de Overtoomse vaart. Later werd dit het Buitengasthuis. Op het terrein verrees in 1891 het Wilhelmina Gasthuis.
De naam Latjesbrug kwam van de latten waarvan de brug geconstrueerd was. "Jij moet over de Latjesbrug", werd een gezegde voor mensen die zich moesten melden bij het krankzinnigengesticht dat in het Buitengasthuis gevestigd was.
De brug was een overspanning over de Overtoomsevaart van Overtoom (noordkade) in Amsterdam naar de Vondelkade (zuidkade). Eind 19e eeuw kwam hier de Tweede Constantijn Huygensstraat. De brug werd soms als referentiepunt genoemd aan de Overtoom. Zeker bij verkoop van huizen werd genoemd dat een pand dicht bij de brug lag (Overtoom 140 nabij Pestbrug).
De brug lag er al in de 17e eeuw. In 1881 kwam hij in het nieuws doordat het houten brugwachtershuisje in de Overtoomsevaart dreigde om te vallen als gevolg van een zware storm. De wind waaide stadinwaarts en zorgde ervoor dat het water geen kant op kon; het liep over de oevers. Bovendien waren de kades slecht onderhouden. Toen werd er al gedacht over demping van de vaart, maar pas in 1904 was er voldoende geld om de demping te starten. De brug verdween toen ook.
Jan van den Biesen, oprichter van de Nederlandse tak van het Kolpingnetwerk, keek in zijn laatste levensjaren uit op de brug. Biesen overleed in februari 1897. Zijn huis werd in november van dat jaar gesloopt om plaats te maken voor nieuwbouw.
In 1936 vormde de brug nog onderwerp van discussie. De Amsterdammers zouden de namen van de bruggen en hun betekenis langzaam vergeten. Er werd verzocht de namen van de bruggen op de bruggen te vermelden. Voor deze brug kwam dat voorstel dus dertig jaar te laat.

## Andere bruggen
Zowel Latjesbrug als Gasthuisbrug zijn geen unieke namen in Amsterdam:
- Latjesbrug, een brug over de Nieuwe Herengracht
- Gasthuisbrug (Singel), een brug over de Singel
- Gasthuisbrug (Oudezijds Achterburgwal), een brug over de Oudezijds Achterburgwal